# Mark O’Donovan
Mark O’Donovan (ur. 7 listopada 1988 r. w Corku) – irlandzki wioślarz.

## Osiągnięcia
- Mistrzostwa Świata U-23 – Račice 2009 – dwójka podwójna wagi lekkiej – 13. miejsce[1].
- Mistrzostwa Świata U-23 – Brześć 2010 – czwórka podwójna wagi lekkiej – 2. miejsce[1].
- Mistrzostwa Europy – Montemor-o-Velho 2010 – dwójka podwójna wagi lekkiej – 10. miejsce[1].